# Herslev Bryghus
Herslev Bryghus er et økologisk gårdbryggeri beliggende i landsbyen Herslev på Midtsjælland. Bryggeriet blev grundlagt af Tore Jørgensen i 2004. Et af Herslev Bryghus kendetegn er dets udbredte anvendelse af lokale økologiske produkter, og en væsentlig del af det korn, der anvendes ved brygningen, er da også produceret på virksomhedens egne marker.
Sortimentet består af klassiske øltyper, som suppleres af en række sæson- og specialprodukter. Herslev Bryghus videreudvikler konstant sit sortiment, som også inkluderer en brændevin, og bryghuset samarbejder med danske gourmetrestauranter.